# 索羅欽卡
48°2′35″N 30°24′13″E / 48.04306°N 30.40361°E
索羅欽卡（烏克蘭語：Сорочинка），是烏克蘭的村落，位於該國南部尼古拉耶夫州，由克里韋奧澤羅區負責管轄，面積0.2平方公里，海拔高度160米，2001年人口12，人口密度每平方公里61.2人。